# Kotiteollisuus
Kotiteollisuus is een Finse hardrock/heavymetalband die in 1991 in Lappeenranta werd opgericht.
In 1993 brachten ze hun eerste demo uit onder de naam "Hullu ukko ja kotiteollisuus" ("Gekke oude man en thuis industrie"). In 1997 kwam hun huidige line-up tot stand en verkortten ze hun naam tot Kotiteollisuus.

## Geschiedenis
Na hun eerste demo in 1993, brachten ze in 1996 pas hun eerste album uit: Hullu ukko ja kotiteollisuus, wat toentertijd ook nog de naam van de band was. Nadat ze in 1997 hun bandnaam verkort hadden naar Kotiteollisuus, hebben ze een actief tour en studio leven geleid, dit is te zien aan de vele albums die ze in deze korte tijd hebben uitgebracht. Sinds 1996 hebben ze zo goed als ieder jaar, of anders om het jaar een nieuw album uitgebracht, met vaak ook meerdere singles per jaar.
Kotiteollisuus is met hun ene Platina en hun meerdere Gouden albums een van de meest populaire Finstalige metalbands in Finland. In 2003 en in 2005 wonnen ze een EMMA Award voor het beste metal album (Helvetistä itään) en voor de beste DVD (Kotiteollisuus DVD).
Tuomas Holopainen heeft bij Nightwish tevens als gast toetsenist gespeeld op drie albums van Kotiteollisuus en ook tijdens enkele live optredens.

## Leden
Huidige Leden
- Jouni Hynynen – zang en gitaar (1991-heden)
- Janne Hongisto – basgitaar(1991-heden)
- Jari Sinkkonen – drum (1991-heden)

Ex-leden
- Simo Jäkälä - zang (1991-1995)
- Marko Annala – gitaar (1991–1995)
- Aki Virtanen – gitaar (1993–1997)
- Tomi Sivenius - zang en gitaar (1991-1995)

## Stijl
Kotiteollisuus combineert heavy metal met Finse norsheid en uit deze ook in hun Finstalige teksten. Ze snijden in hun nummers vaak onderwerpen aan als de huidige staat van de natie, religie en de mensheid in het algemeen. De bandleden staan bekend om hun uitgesprokenheid tijdens interviews en optredens. Dit geldt vooral voor zanger Hynynen.

## Discografie

### Albums
- 1996 - Hullu ukko ja kotiteollisuus
- 1998 - Aamen
- 1999 - Eevan perintö
- 2000 - Tomusta ja tuhkasta
- 2002 - Kuolleen kukan nimi
- 2003 - Helvetistä itään
- 2005 - 7
- 2006 - Iankaikkinen
- 2008 - Sotakoira
- 2009 - Ukonhauta
- 2011 - Kotiteollisuus
- 2012 - Sotakoira II
- 2013 - Maailmanloppu

### Singles
- 1996 - Noitavasara
- 1997 - Kuulohavaintoja
- 1998 - Ruota ei lopu
- 1998 - Juoksu
- 1999 - Eevan perintö
- 2000 - Jos sanon
- 2000 - Kädessäni
- 2001 - Yksinpuhelu
- 2002 - Rakastaa/ei rakasta
- 2002 - Vuonna yksi ja kaksi
- 2002 - ±0
- 2003 - Routa ei lopu (on ilmoja pidelly)
- 2003 - Helvetistä itään
- 2003 - Minä olen
- 2004 - Tämän taivaan alla
- 2004 - Kultalusikka
- 2005 - Vieraan sanomaa
- 2005 - Kaihola
- 2006 - Arkunnaula
- 2007 - Tuonelan koivut
- 2007 - Kummitusjuna
- 2009 - Mahtisanat
- 2011 - Kalevan miekka

### Dvd's
- 2005 - Neljän tunnin urakka
- 2006 - Tuuliajolla 2006
- 2010 - Itärintama 2003 - 2010

### Muziekvideo's
- 1998 - Routa ei lopu
- 2000 - Kädessäni
- 2000 - Jos sanon
- 2002 - Rakastaa/ei rakasta
- 2002 - Valtakunta
- 2003 - Helvetistä itään
- 2003 - Minä olen
- 2003 - Tämän taivaan alla
- 2004 - Kultalusikka
- 2005 - Vieraan sanomaa
- 2005 - Kaihola
- 2006 - Iankaikkinen
- 2007 - Kummitusjuna
- 2008 - Kevät
- 2011 - Raskaat veet
- 2011 - Pappi puhuu[4][5]

### Boeken
- 2012 - Kotiteollisuus.com[6]